# Flyr

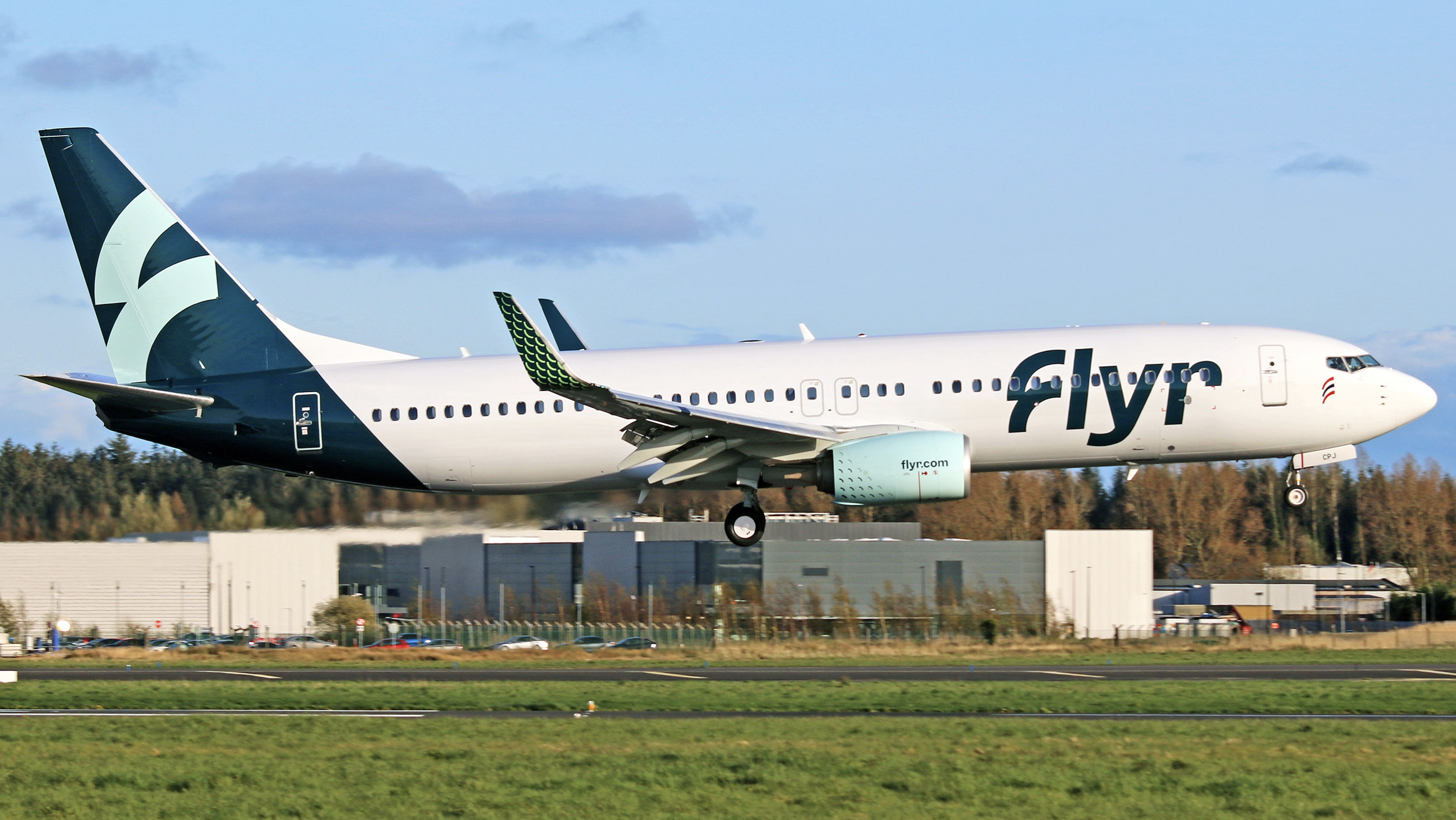
Flyr Boeing 737-800

Flyr var ett norskt lågprisflygbolag. Med huvudkontor i Oslo och operativ bas på Oslos flygplats Gardermoen, utförde flygbolaget inrikesflygningar inom Norge och mellan Norge och europeiska semesterdestinationer.
Flyr grundades av Erik G. Braathen 2020, tidigare VD för det nu nedlagda norska flygbolaget Braathens. I juni 2021 utfärdades Flyr operativt flygtillstånd och det första flyget från Oslo till Tromsø trafikerades av en Boeing 737-800.
Efter en tids ekonomiska problem upphörde Flyr med flygverksamheten 1 februari 2023.

## Flotta
I december 2023 bestod Flyrs flotta av följande flygplan:
| Flygplan         | Antal | Order | Passagerare | Noteringar                        |
| ---------------- | ----- | ----- | ----------- | --------------------------------- |
| Boeing 737-800   | 6     |       | 189         |                                   |
| Boeing 737 MAX 8 | 6     |       | 189         | Option på ytterligare 4 flygplan. |
| Totalt           | 12    |       |             |                                   |